# Динамо (Ерфурт)
СК «Дина́мо Ерфурт» (нім. Sportgemeinschaft Dynamo Erfurt) — колишній східнонімецький футбольний клуб з міста Ерфурт, заснований 1948 року та розформований у 1989 році. Виступав у Футбольній лізі НДР. Домашні матчі приймав на стадіоні «Шпортплац ам Кюльхаус».